# I Can Has Cheezburger?
I Can Has Cheezburger? (ICHC) és un lloc web en format blog que presenta vídeos (generalment d'animals) i imatges macro. Fou fundat el 2007 per Eric Nakagawa (Cheezburger), de Hawaii, i la seva amiga Kari Unebasami (Tofuburger). Es convertí en un dels llocs web més populars de la seva categoria, amb un pic d'un milió i mig de visites al dia el maig del 2007. Ha tingut un paper important en la popularització de les imatges macro d'animals i el lolspeak.